# Illecito internazionale
Un illecito internazionale è una violazione di una norma di diritto internazionale da parte di uno Stato, denominato offensore nei confronti di un altro, chiamato offeso.
È probabilmente l'ambito più dibattuto e che lascia perplessità del diritto internazionale, essendo quest'ultimo in molti casi non molto efficace all'atto pratico.

## Parametri soggettivi e oggettivi
I parametri soggettivi sono molto semplici: può essere responsabile di un illecito internazionale soltanto uno Stato, quindi uno o più organi statali. L'unico problema riguarda gli illeciti sorti da abuso di potere o fuori dalle competenze degli enti od organi che hanno commesso il fatto: quando ad esempio le forze di polizia assumono atteggiamenti contrari al diritto interno e contro gli ordini ricevuti.
Se anticamente si riteneva che fosse esclusa la responsabilità internazionale dello Stato proprio perché questi soggetti erano contrari al diritto interno, oggi si ritiene responsabile lo Stato per non aver preso misure idonee a prevenire.
L'elemento oggettivo è articolato in due parametri: la regola tempus regit actum e, direttamente conseguente, il principio del tempus commissi delicti.
Bisogna evidenziare che l'elemento oggettivo è escluso in vari casi: ad esempio il consenso dello Stato leso, che ha natura consuetudinaria (deriva dal principio volenti non fit iniuria). Per gran parte della dottrina in questo caso non sussiste illecito in quanto ci sarebbe un accordo tra le Parti, posizione criticata da altri giuristi poiché il consenso ha natura prettamente unilaterale ed un accordo non prefigurerebbe comunque un illecito da cui escludere la responsabilità.
Gli altri casi sono quelli di autotutela, forza maggiore e stato di necessità. Mentre i primi due sono abbastanza pacifici, il terzo è molto discusso negli ambienti giuridici: mentre infatti l'esclusione dell'illecito è sempre garantita in caso di distress (garanzia della vita degli individui affidati ad un individuo-organo) o di rischio della vita dello stesso organo o dei suoi membri, più incertezza regna per quel che riguarda gli interessi vitali dello Stato. Specialmente sull'uso della forza, vietato in gran parte dei casi dallo jus cogens, le questioni sono controverse. Non è mai stata data una definizione di "stato di necessità", nonostante certi autori, escludendo l'applicazione della forza se non in casi estremi, ritengono che questo parametro sia adottato in rari casi se non mai.
Ipotesi residuali che escludono la responsabilità oggettiva di uno stato sono gli interventi di Corti interne costituzionali e le raccomandazioni delle organizzazioni internazionali.

## Conseguenze
Il primo aspetto dibattuto dell'illecito internazionale riguarda le conseguenze astratte che tale violazione di diritto comporta. Si differenziano varie teorie. L'opinione più diffusa sorta già a fine '800 è che sorga un'altra e nuova relazione giuridica tra i due Stati in virtù di una norma secondaria che si frappone alla primaria violata.
Tale impostazione non ha dato, nel corso degli anni, una effettiva definizione del valore e della natura di questa nuova relazione, ma si è occupata di stabilire che poteri potesse offrire allo Stato offeso, in particolare quello di pretendere il ripristino o il risarcimento nei confronti dello Stato offensore o, in caso di danno immateriale, una soddisfazione, non necessariamente pecuniaria (si pensi alle "scuse ufficiali" da parte dello stato che ha commesso l'illecito). La soluzione dell'Anzilotti ha avuto una fortuna consistente, subendo soltanto alcune modifiche di poca rilevanza, se si esclude l'introduzione della possibilità dello Stato offeso di effettuare anche ritorsioni (non necessariamente con la violenza, in gran parte oggi vietata) per una sorta di punizione verso lo Stato che ha violato le norme internazionali.
La posizione del noto giurista austriaco Hans Kelsen si discosta molto da questa concezione. Secondo Kelsen, un illecito internazionale non genera diritti ed obblighi, anche perché la mancata attuazione del risarcimento costituirebbe un altro illecito risarcibile a sua volta, generando un regressus ad infinitum. L'illecito ha come immediata ed unica conseguenza il ricorso alle misure di autotutela, essendo la riparazione ed il ripristino soltanto delle misure alternative ed eventuali attuate dagli stati per evitare contrasti e risolvere la questione pacificamente con accordi o ricorrendo ad arbitrati internazionali. Tale impostazione, imperialistica e permeata di concetti del periodo in cui scriveva, tra fine '800 e inizio '900, ha trovato scarso seguito ma sta conoscendo rivalutazione almeno sulle sue premesse. Giuristi come Conforti ad esempio preferiscono partire dalle premesse giuridiche di Kelsen dubitando dell'esistenza di nuovi rapporti giuridici, ma non condividono il carattere punitivo delle misure di autotutela, essendo fondamentalmente dirette a reintegrare l'ordine giuridico violato ossia a far cessare l'illecito. Inoltre contestano anche l'impostazione kelseniana dell'accordo come unica fonte per un risarcimento o una riparazione, essendo l'accordo per prassi fonte giuridica solo per la soddisfazione, mentre il risarcimento è ormai caposaldo del diritto internazionale o meglio una sua norma di portata generale..

## Strumenti
Accettando una qualsiasi delle impostazioni suesposte, per motivi di ragione pratica nella prima e coerentemente all'impianto logico delle altre, l'unica reazione all'illecito internazionale di cui può disporre lo Stato è l'autotutela. In questo caso il diritto internazionale capovolge il diritto interno, essendo in quasi tutti gli ordinamenti, italiano compreso, l'autotutela o vietata o limitata a casi isolati e del tutto eccezionali.
Per evitare che l'autotutela diventi una sorta di legge del più forte, essa viene limitata da accordi internazionali come la Carta delle Nazioni Unite che vieta l'uso della forza all'art.2 paragrafo 4. Al di fuori del sistema di sicurezza collettivo previsto dal capo VII della Carta, il divieto ha forte efficacia, almeno teorica, in quanto - ricalcando perfettamente il diritto consuetudinario - la forza è permessa solo in caso di legittima difesa, essendo quest'ultima considerata come atto di aggressione altrui già sferrato ed armato, non importa se da parte di un esercito regolare o da truppe assoldate di mercenari o irregolari. 
Fa discutere la concezione di guerra preventiva, secondo Stati Uniti e Gran Bretagna (dottrina Bush), ovvero l'uso della forza dinanzi ad una minaccia di armi di distruzione di massa o di atti di terrorismo: gran parte della dottrina non la condivide, così come l'Assemblea Generale dell'ONU.

### Contromisure: Rappresaglia e ritorsione
Esclusa, almeno solitamente, la guerra, la vera forma di autotutela di cui possono disporre gli Stati è la contromisura, consistente in comportamenti solitamente illeciti ma permessi in quanto cause escludenti l'illiceità. La contromisura incontra limiti generali e specifici.
I limiti generali sono:
- proporzionalità della contromisura rispetto all'illecito;
- impossibilità di reagire con violazioni del diritto cogente internazionale il cosiddetto ius cogens. Unica deroga a tale limite è rappresentata dalla risposta armata ad una identica aggressione;
- rispetto dei principi umanitari.

Dalla contromisura distinguiamo la rappresaglia, solitamente riferita ad attacchi di natura armata, e la ritorsione, un comportamento di per sé non illecito ma soltanto inamichevole (rottura dei rapporti diplomatici ad esempio).

### Restituzione e riparazione
Figlia dei vari istituti romani prima e di diritto comune poi, la restituzione in ambito internazionale ricalca gli antichi e classici istituti di diritto civile, pur cambiandone alcuni aspetti, ovvero la restitutio in integrum (restituzione), la riparazione del danno, il risarcimento e, figura più particolare, la soddisfazione.
La prima da considerare, la restituzione si delinea come ripristino della situazione allo stato quo ante, prima del verificarsi di un illecito (si pensi alla restituzione di navi, mezzi o persone straniere non lecitamente trattenute o detenute). Secondo gran parte della dottrina, la restituzione non ha carattere obbligatorio ma è spontanea e direttamente ascrivibile all'illecito perpetrato di cui fa parte.
La soddisfazione è la riparazione di danni morali o comunque non pertinenti a sfere patrimoniali, tanto che può essere richiesta anche a prescindere da un'eventuale richiesta del risarcimento dei danni. Questa consiste solitamente in prestazioni simboliche come l'omaggio alla bandiera, presentazione di scuse e manifestazioni simili. Anche la soddisfazione non ha carattere obbligatorio ma spontaneo e consiste in una sorta di accordo tacito tra le due parti: qualora lo Stato leso accetti tale prestazione, l'illecito decade, almeno secondo la prassi.
L'unica vera forma di riparazione è il risarcimento dei danni, di carattere obbligatorio. Tuttavia, proprio la sua obbligatorietà è oggetto di approfondito studio da parte della dottrina giuridica, essendo la prassi internazionale certa solo sulla disciplina del trattamento dello straniero e molto ambigua in altri ambiti.
Al di fuori di questa situazione, infatti, appare obbligatorio il carattere risarcitorio solo per i danni derivati da azioni violente (che non siano la guerra ovviamente, vietata dall'ordinamento internazionale) contro beni, mezzi ed organi dello Stato danneggiato.
I danni risarcibili, oltre che derivati da azioni violente, devono essere di tipo materiale.
Solitamente, a meno che non sia espresso da accordi e convenzioni, come la Convenzione europea per la salvaguardia dei diritti dell'uomo e delle libertà fondamentali, gli Stati hanno soltanto rapporti tra loro e non risarciscono direttamente gli individui.
Molto dibattuta è l'ipotesi di risarcimento derivante da fatti leciti, dato che sia la prassi sia l'opinione della dottrina vacilla su questo punto. In genere si sostiene che il diritto internazionale, piuttosto "anarchico" e primitivo, non conosca una responsabilità così sofisticata, ma che dove riconosciuta sia soltanto tramite convenzioni pattizie. È il caso dei danni provocati dal lancio di oggetti spaziali, regolarmente disciplinato con accordi, mentre altri si riferiscono non ad obblighi internazionali ma al diritto interno di ciascun membro dell'accordo